# Alpenpokal 1979
Der Alpenpokal 1979 war die 19. Auflage des Fußballwettbewerbs. AS Monaco gewann das Finale gegen FC Metz.

## Gruppenphase

### Gruppe A
| Pl.                                                              | Verein             | Sp. | S | U | N | Tore    | Diff. | Punkte | Bonus | Gesamt |
| ---------------------------------------------------------------- | ------------------ | --- | - | - | - | ------- | ----- | ------ | ----- | ------ |
| 1.                                                               | FC Metz            | 4   | 3 | 0 | 1 | 013:400 | +9    | 06     | 1     | 7      |
| 2.                                                               | Girondins Bordeaux | 4   | 2 | 0 | 2 | 010:500 | +5    | 04     | 2     | 6      |
| 3.                                                               | Young Boys Bern    | 4   | 3 | 0 | 1 | 007:400 | +3    | 06     | 0     | 6      |
| 4.                                                               | FC Lausanne-Sport  | 4   | 0 | 0 | 4 | 002:190 | −17   | 0      | 0     | 0      |
| 1 Bonuspunkt pro Spiel, das mit 3 oder mehr Toren gewonnen wird. |                    |     |   |   |   |         |       |        |       |        |

| 7. Juli 1979       |     |                    |
| Young Boys Bern    | 2:1 | Girondins Bordeaux |
| FC Lausanne-Sport  | 2:4 | FC Metz            |
| 14. Juli 1979      |     |                    |
| Young Boys Bern    | 2:0 | FC Metz            |
| FC Lausanne-Sport  | 0:4 | Girondins Bordeaux |
| 17. Juli 1979      |     |                    |
| Girondins Bordeaux | 2:3 | Young Boys Bern    |
| FC Metz            | 8:0 | FC Lausanne-Sport  |
| 21. Juli 1979      |     |                    |
| Girondins Bordeaux | 3:0 | FC Lausanne-Sport  |
| FC Metz            | 1:0 | Young Boys Bern    |

### Gruppe B
| Pl.                                                              | Verein          | Sp. | S | U | N | Tore    | Diff. | Punkte | Bonus | Gesamt |
| ---------------------------------------------------------------- | --------------- | --- | - | - | - | ------- | ----- | ------ | ----- | ------ |
| 1.                                                               | AS Monaco       | 4   | 2 | 2 | 0 | 010:300 | +7    | 06     | 2     | 8      |
| 2.                                                               | Olympique Lyon  | 4   | 3 | 0 | 1 | 008:600 | +2    | 06     | 0     | 6      |
| 3.                                                               | Servette Genf   | 4   | 1 | 1 | 2 | 007:100 | −3    | 03     | 0     | 3      |
| 4.                                                               | Neuchâtel Xamax | 4   | 0 | 1 | 3 | 002:800 | −6    | 01     | 0     | 1      |
| 1 Bonuspunkt pro Spiel, das mit 3 oder mehr Toren gewonnen wird. |                 |     |   |   |   |         |       |        |       |        |

| 7. Juli 1979    |     |                 |
| Olympique Lyon  | 2:1 | Servette Genf   |
| Neuchâtel Xamax | 0:3 | AS Monaco       |
| 14. Juli 1979   |     |                 |
| Neuchâtel Xamax | 0:2 | Olympique Lyon  |
| AS Monaco       | 5:1 | Servette Genf   |
| 17. Juli 1979   |     |                 |
| Olympique Lyon  | 2:1 | Neuchâtel Xamax |
| Servette Genf   | 1:1 | AS Monaco       |
| 21. Juli 1979   |     |                 |
| AS Monaco       | 1:1 | Neuchâtel Xamax |
| Servette Genf   | 4:2 | Olympique Lyon  |

## Finale
Das Spiel fand am 30. August 1979 in Metz statt.
|         | Ergebnis |           |
| ------- | -------- | --------- |
| FC Metz | 1:3      | AS Monaco |